# Lichtreclame

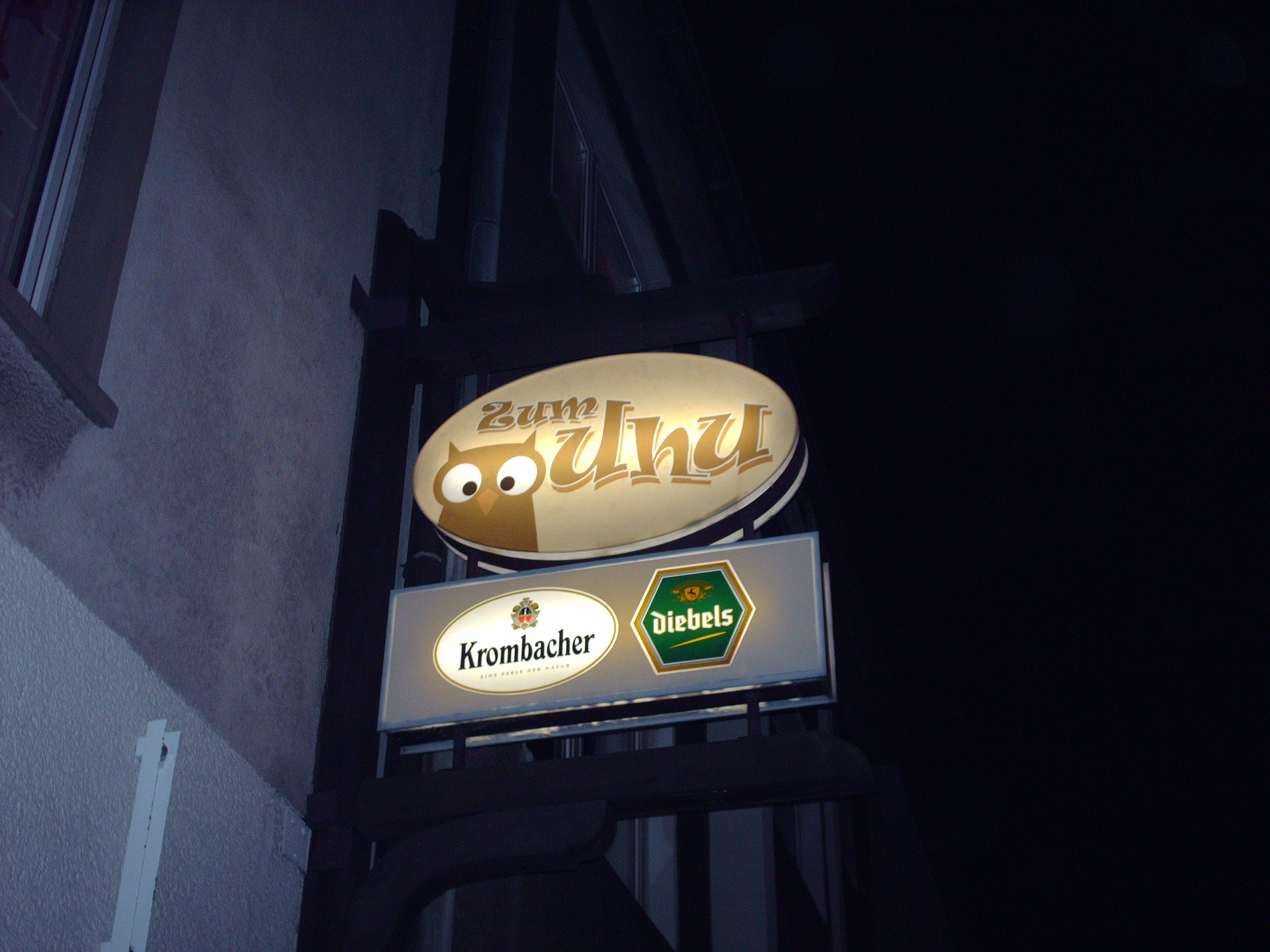
Lichtreclame

Lichtreclame is buitenreclame in de vorm van lichtgevende objecten. Het is ontstaan uit de behoefte van bedrijven en organisaties zich duidelijk te laten zien, ook in het donker.

## Neonlichtreclame
De eerste lichtreclames werden gemaakt met neonhoogspanningsverlichting. Uit een traditionele neonlamp lekt geleidelijk het neon weg. Na ongeveer 7 jaar ziet men, vooral bij kou, de kleuren van de lichtreclames rood oplichten. Korte tijd later gaan ze stuk.
Een moderne CCFL-neonlamp is een laagspanningsneonlamp die gebruikmaakt van moderne recepten voor de gassen en poeders, moderne elektrodes en gecoat glas. Hij gebruikt een derde van de energie en gaan tot wel 30 jaar mee.

## Ledlichtreclame
De led is de opvolger van de neonbuis. De huidige generatie ledlampen kan de neonlamp redelijk vervangen, al hebben alleen de duurdere merken leds een lichtopbrengst en levensduur als die van neonbuizen. De voordelen zijn een laag stroomverbruik, weinig materiaal en verhoudingsgewijs eenvoudige productie en montage. Powerleds hebben een hogere lichtopbrengst dan standaard ledlampen, maar ook een hoger energieverbruik en zijn duurder. Ook is de levensduur van goedkope leds slechts enkele jaren. Gerekend over gebruik van 7 jaar (zoals neon) is een led-installatie maar weinig goedkoper.